# Балкан (авиокомпания)
Вижте пояснителната страница за други значения на Балкан.
„Балкан“ е българска авиокомпания, съществувала от 1968 до 2002 г., национален превозвач и правоприемник на ТАБСО.

## История

### Дирекция „Въздушни съобщения“
На 27 декември 1946 година с Постановление № 8 на Министерския съвет на Народна република България се създава Дирекция Въздушни съобщения. С постановление от 11 март 1947 за нуждите на гражданската авиация се предават самолети от ВВС на България – три военно-транспортни тримоторни самолета Юнкерс Ju 52/3m, (преоборудвани в граждански в Държавна самолетна фабрика), два бомбардировача Не-111 „Ястреб“ (преоборудвани в граждански), четиринадесет FW-56 „Гълъб“, два двумоторни учебно-тренировъчни Фоке-Вулф 58 и тринадесет едномоторни самолети Физелер-Щорх (Fieseler Fi 156) „Дрозд“. Закупените нови военно-транспортни самолети Ли-2П също са предадени за ползване от гражданската авиация. През първата половина на 1948 г. са доставени и три нови самолета ААС-1 (френско лицензно производство на Ju-52). Цената на френския производител е два пъти по-ниска от цената на Ли-2п и ръководството приема изгодната оферта за ААС-1. За първи главен директор е назначен пилотът полковник Борис Ганев, със заместници инж. Душко Кондов и Драган Шишков.
Първата редовна въздушна линия София-Бургас е открита от Георги Димитров на 29 юни 1947 година. Полетът е осъществен с Ju-52 LZ-UNL с летателен екипаж на Дирекция „Въздушни съобщения“ – пилоти Никола Александров и Стефан Тосунов, борден механик Тодор Гургулиев и борден радист Павел Александров. По-късно по същото направление излита с официални лица и втори самолет Ли-2п LZ-LIA с екипаж Никола Дюлгеров, Иван Шивачев, Методи Наков и Георги Сергиев. С двата самолета Ли-2п на 13 февруари 1948 година е открита първата редовна международна линия София-Белград-Будапеща-Прага.
В края на годината са закупени три самолета По-2 за нуждите на санитарната и селскостопанската авиация.
Със създаването на ТАБСО транспортната дейност се дублира, което води постепенно до замиране функциите на ДВС. През 1949 г. три юнкерса са консервирани и подготвени за дългосрочно съхранение, а останалите самолети са предадени на 16 транспортен полк на ВВС.

### Авиокомпания ТАБСО
В съответствие с подписаното междуправителствено споразумение на 3 ноември 1948 година в Москва се създава смесено българско-съветско дружество за граждански авиотранспорт под името ТАБСО (Транспортно-авиационно българо-съветско общество). Официално ТАБСО започва да функционира през май 1949 г. Авиокомпанията „Български въздушни линии ТАБСО“ започва работа на 1 август 1949 година, а от есента са поети и външните линии на ДВС. ТАБСО в първоначалния си вид съгласно споразумението продължава дейността си пет години. Съветската страна трябва да осигурява самолети, резервни части, оборудване и наземна техника, а българската страна да обезпечи летища, сгради, персонал и т.н. Основните самолети на ТАБСО са 8 бр., доставени на 9 май 1949 г. от съветската страна като контингент на ТАБСО.

### БГА Балкан
Народна република България изкупува дела на Съветския съюз в ТАБСО и активите на смесеното дружество стават изключителна собственост на българската държава. Новата компания запазва името ТАБСО и познатото лого до 1968 г., когато дружеството е преименувано на „Българска гражданска авиация Балкан“ (БГА Балкан). В популярния фирмен знак (стилизирана звезда с крила) наименованието ТАБСО се заменя с „Балкан“. Компанията разполага с пътническите „Ли-2“, постепенно подменяни от 1956 г. до началото на 1960-те години с новите съветски пътнически самолети „Ил-14“.
През 1975 година в предприятието е разкрита мащабна корупция, като с помощта на подкупи негови служители си присвояват значителни суми в конвертируема валута при сделки с чуждестранни доставчици.
Дружеството има статут на национален превозвач и е държавна собственост до 1999 г., когато е продадено от правителството на Иван Костов (1997 – 2001 г.) в опит да бъде предотвратен неговият фалит. Оферти подават: „Zeevi Holding Ltd.&Knafaim-Arkia Holdings Ltd.“, Израел; Руски авиационен консорциум; „Ulrich Benteler“, Германия; „Air Rent“, Люксембург, и „Data Control Holding S.A.“, Люксембург, а българската „Еър България“ депозира писмо, с което потвърждава интереса си към сделката. След анализ на офертите и преговори с подалите ги компании, специално назначената от АП комисия за приватизация на авиокомпания „Балкан“ ЕАД взима решение вторият тур от преговорите да продължи със: „Zeevi Holding Ltd.&Knafaim-Arkia Holdings Ltd.“, Израел; „Ulrich Benteler“, Германия, и Руски авиационен консорциум. Не е ясно как в хода на обсъжданията се е стигнало до окончателния избор преговорите да продължат единствено със „Zeevi Holding Ltd.&Knafaim-Arkia Holdings Ltd.“, Израел. Приватизацията му е осъществена от израелската фирма „Зееви Груп“ (Zeevi Group) за 200 000 щатски долара, в това число всички активи. Вместо да инвестират, съгласно договора за погасяване на задълженията и стабилизиране на фирмата, „Зееви Груп“ разпродават недвижимото имущество и водят „Балкан“ към фалит. След закриването на „Балкан“ поради несъстоятелност през ноември 2002 г. правителството създава нова държавна авиокомпания месец по-късно, наречена „България Ер“.

## Авиолинии
През периода 1967 – 1985 БГА "Балкан“ е добре развита структура, поддържаща десетки международни (регионални и трансконтинентални) и вътрешни въздушни линии. В този период се използват турбовитлови самолети Ли-2, Ил-14, Ил-18, Ан-24, Антонов Ан-12, Ан-14, както и самолети с реактивни двигатели Ту-134, Ту-154, Як-40. Най-дългата редовна линия на „Балкан“ през споменатия период е София – Триполи – Лагос – Хараре.
По гъстота на вътрешните въздушни линии спрямо територията на страната България е сред първите в Европа. Редовно се поддържат линиите от София до Варна, Бургас, Силистра, Русе, Търговище, Горна Оряховица и Видин. През разни периоди има полети до Пловдив, Стара Загора и Кърджали (с вертолет Ми-8).
Основните външни линии са до Москва, Берлин, Прага, Варшава, Париж, Лондон, Будапеща, Атина, Ларнака, Брюксел, Копенхаген, Цюрих, Мюнхен. Редовни полети до Ню Йорк, Торонто, Йоханесбург, Куала Лумпур, Сингапур, Джакарта се осъществяват след 1990 г., когато са наети самолети „Боинг 767“.
БГА „Балкан“ е първенец в много отношения сред авиокомпаниите от бившия Съвет за икономическа взаимопомощ (СИВ) – икономическия съюз на социалистическите страни.
- В началото на 1970-те години под ръководството на „БГА Балкан“ с генерален директор Щерю Щерев, главен пилот Иван Ждраков и главен щурман Йордан Колев се разработва програма за обучение на граждански пилоти по стандартите на ИКАО (ICAO). Това допринася за радикално подобряване на безопасността на полетите.
- През 1960-те години ТАБСО и „Балкан“ започват да изпълняват специални чартърни полети през Атлантическия океан до Северна, Централна и Южна Америка. По тези направления се лети на пробен принцип през 1964 г., след това за летните Олимпийски игри в Мексисо през 1968 г. и после по редки случайни задания като пътувания на висши държавни лица на официални командировки. За целта се ползват самолети, предназначени за средни разстояния -- първо Ил-18, а от края на 1970-те и Ту-154Б-1. През летните Олимпийски игри в Монреал 1976 г. Ту-154Б-1 прелита разстоянието до София без междинно кацане поради лекото си затоварване и силния гръбен вятър по целия маршрут, поставяйки рекорд за типа самолет. „Балкан“ се отказва от купуване на съветския далечен самолет Ил-62 (Ил-62М). Далечни самолети „Боинг“ 767 – 200 са придобити през 1992 г., когато и започват надеждни редовни презокеански полети.
- През 1984 г. първа в СИВ „БГА Балкан“ започва изпълнение на полети с „Ту-154“ в екипаж от 3 души – командир, втори пилот и борден инженер. Други „братски“ авиокомпании продължават да работят с 4-членни, а някои дори с 5-членни полетни екипажи на този тип самолет.
- В средата на 1980-те години екип от инженери на „БГА Балкан“, заедно с учени от ВМЕИ, София, за пръв път успешно поставят приемници за системата за далечна корабна навигация Omega в Ту-154 и свързват сигналите на Omega с автопилота АБСУ-154-2. Това позволява на „БГА Балкан“ да изпълнява далечни и презокеански полети с тричленен летателен екипаж, без щурман-навигатор.

## Генерални директори
Званията са към датата на заемане на длъжността:
- Лазар Белухов (1959 – 1966)
- генерал-майор Щерю Щерев (1971 – 1979)
- генерал-майор Димитър Димитров (1979 – ?)
- Величко Величков (октовмри 1984 – 1988?)
- Георги П. Георгиев края на 80-те години
- Руслан Семерджиев (1992 – 1993)
- Никола Доцов – до 1996
- Валери Доганов 1996 до 1998
- Петър Петров 1998, временно изпълняващ длъжността
- Филип Мустаков 11 юли 1998 – 2000

## Въздушен парк
Паркът на БГА до 1990 г. включва както машините, обслужващи обикновени пътници, така и специалните машини на Авиоотряд 28 (правителственото авиационно звено), санитарната, товарната и селскостопанската авиация. В следващата таблица не са включени машините на селскостопанската авиация (представена от „Ан-2“ (281 броя) и „Ка-26“), както и пътническите „Ми-8“ (17 бр.), „Ми-17“ (1 бр.), „Ми-2“, а също и учебните „L-410“.
| Самолет         | Брой машини | Брой пътници      | Период на експлоатация |
| --------------- | ----------- | ----------------- | ---------------------- |
| Ан-14           | ?           | 7 – 9             | -                      |
| Ан-24           | 20          | 44                | -                      |
| Ил-18           | 22          | 120               | -                      |
| Ту-134А/Б       | 20          | 68 – 96           | -                      |
| Ту-154А/Б/М     | 28          | 160 – 168         | -                      |
| Як-40           | 18?         | 27 – 36           | -                      |
| Ан-12           | 8           | товарен           | -                      |
| А320            | 4           | 160               | -                      |
| Боинг 737 – 500 | 3           | 126               | 1992 – 2002            |
| Боинг 767 – 200 | 2           | 220/228 – 240/248 | 1992 – 2002            |
| ОБЩО:           | 125+        |                   |                        |

- Самолети на Балкан
- Ил-18, 1974 г.
- Ту-134, 1974 г.
- Ту-154Б, 1980 г.
- Ту-154Б, 1986 г.
- Як-40 от флота на БГА „Балкан“, 1996 г., в „Хемус ер“ (1990-те)
- Ту-154М, 1996 г.
- Ан-12, 1998 г.
- Боинг 767 – 200
- Еърбъс A320
- Боинг 737 – 500

## Безопасност
През цялата си история „Балкан“ има сериозни проблеми с безопасността на полетите. В резултат на недостатъчна квалификация на ръководния персонал, ниско ниво на организация, контрол и вземането на решения, несъвместими със сигурността и безопасността на полетите, се застрашават животът и здравето на полетния персонал и пътниците. Всичко това предопределя и ниската ефективност при експлоатацията на самолетния парк.
След поредица тежки катастрофи през 1967-1971 година правителството прави цялостна проверка на предприятието, резултатите от която са представени на Политбюро на 6 март 1972 година. Според доклада положението с безопасността е много тревожно и непрекъснато се влошава - в периода 1967-1971 година са допуснати 15 катастрофи със 148 жертви и 168 летателни произшествия (съответно 10 и 96 само през последните две години, като през 1966 година се случва едно произшествие на 6303 пролетени часа, а през 1971 година - на 3715 часа. 60% от инцидентите са в резултат на лоша дисциплина на персонала, като за това е обвинено ръководството на предприятието, което прекарва 1/3 от времето си в пътувания в чужбина. Финансовото състояние на „Балкан“ също е оценено като лошо.
Положението не се подобрява съществено и през 80-те години. В периода 1981-1984 година стават 55 произшествия с 59 жертви, а само през 1984 година са напълно унищожени 4 самолета и 2 хеликоптера, а 8 апарата трябва да преминат продължителен ремонт. Констатирани са тежки нарушения в правилата за безопасност, а ръководният персонал е некомпетентен и безотговорен.

### Катастрофи
Историята на Балкан е белязана от 15 катастрофи с 547 човешки жертви и с материални щети.
В цитираните по-долу данни са включени всички катастрофи със смъртни случаи в българската гражданска авиация до 1988 г., в това число и при полети на дъщерната компания „БулЕр“, както и на ТАБСО и санитарната и товарната авиация.
- На 22 ноември 1952 г. самолет Ли-2, летящ по линията София – Горна Оряховица – Варна, катастрофира при връх Вежен. Загиват 30 души.
- На 24 ноември 1966 г. самолет Ил-18 се разбива край Братислава при полет София – Прага. Загиват 82 души.
- На 3 септември 1968 г. самолет Ил-18 се разбива край Карнобат на път от Дрезден за Бургас. Загиват 47 души.
- На 18 януари 1971 г. Ил-18, летящ от Париж/Бурже за София, катастрофира на летището в Цюрих, загиват 46 души.[11]
- На 17 септември 1971 г. Ан-14 катастрофира край връх Свети Дух в Рила, загиват 8 души.
- На 21 декември 1971 г. самолет Ил-18 се разбива при излитане на летище София в чартърен полет за Алжир. Загиват 30 души, вкл. Паша Христова.
- На 4 ноември 1972 г. катастрофира Ил-14 при полет Бургас-София, в района на Црънча край Пловдив. Загиват 35 души.
- На 3 март 1973 г. край Москва/Шереметиево катастрофира Ил-18, загиват 39 души.
- На 22 ноември 1975 г. до летище София катастрофира Ан-24, загиват 3 души.
- На 2 декември 1977 г. чартърен полет на Ту-154 от Джеда за Триполи завършва с катастрофа край Тобрук, загиват 57 души.
- На 16 март 1978 г. в района на с. Тлачене край Враца се разбива Ту-134, летящ по линията София – Варшава, загиват 73 души.
- На 27 март 1978 г. край Дамаск катастрофира товарен полет на Ту-154, загиват 4 души.
- На 22 юли 1978 г. край Бели Искър катастрофира санитарен Ан-14, загиват 4 души.
- На 10 януари 1984 г. самолет Ту-134, летящ по линията Берлин Шьонефелд – София, се разбива край с. Кривина, на 4 километра от летището в София. Загиват 50 души, от които 45 пътници и 5 екипаж, част от които вследствие от действията на пожарникарите. Пилотът отказва да кацне поради лоши метеорологични условия, но проверяващият го инспектор от Държавната въздухоплавателна инспекция му нарежда да го направи. Впоследствие са уволнени 850 души в рамките на 1 работен ден.[12]
- На 2 август 1988 г. самолет Як-40 катастрофира при излитане от София за Варна, загиват 29 души.